# フサスグリ
フサスグリ（房酸塊）はスグリ科の植物。ヨーロッパ原産。果実の色が赤色の系統をアカスグリ（赤すぐり、レッドカーラント）、白色の系統をシロスグリ（白すぐり）と呼ぶ。黒色のクロスグリ（カシス）は別種である。別名としてフランス語由来でグロゼイユ（Groseille）と呼ぶ。
鉢植えで観賞用に育てられたり、切り枝にも利用される。ヨーロッパではつやのある小液果をジャムやゼリー、果実酒などに加工するため、19世紀以降広く栽培されている。日本では明治初めに渡来し、冷涼な北海道や長野県、山形県などの一部地域で栽培されている。赤色品種は酸味が強く、専ら加工用。白色品種は若干甘味があり、生食も可能。小さく可憐な実であるため、ケーキやパフェなどの飾りとしてもしばしば用いられる。
「目によい」「風邪によい」とも言われ、データはあるが十分でない。

## 栽培
落葉性で成木の樹高は0.4-1.5m。挿し木で容易にふえる。自家受粉で結実。開花期は4-5月。収穫期は6-7月のうちの1-2週間。耐寒性に優れる。

### 日本の主な産地
- 青森県青森市 クロフサスグリ(カシス)
- 長野県筑北村 関東農政局:特産農作物産地 フサスグリ

## 参考画像

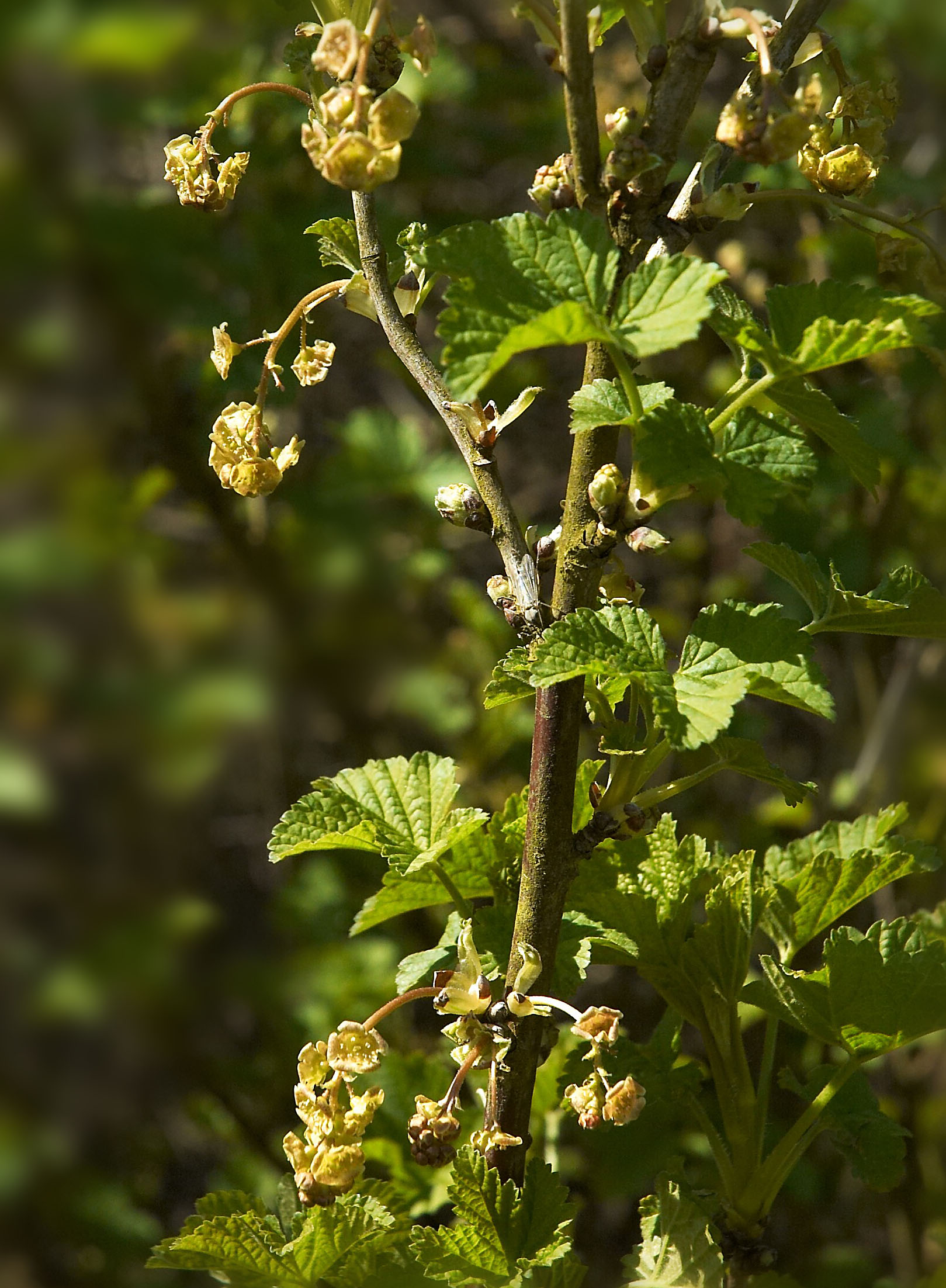
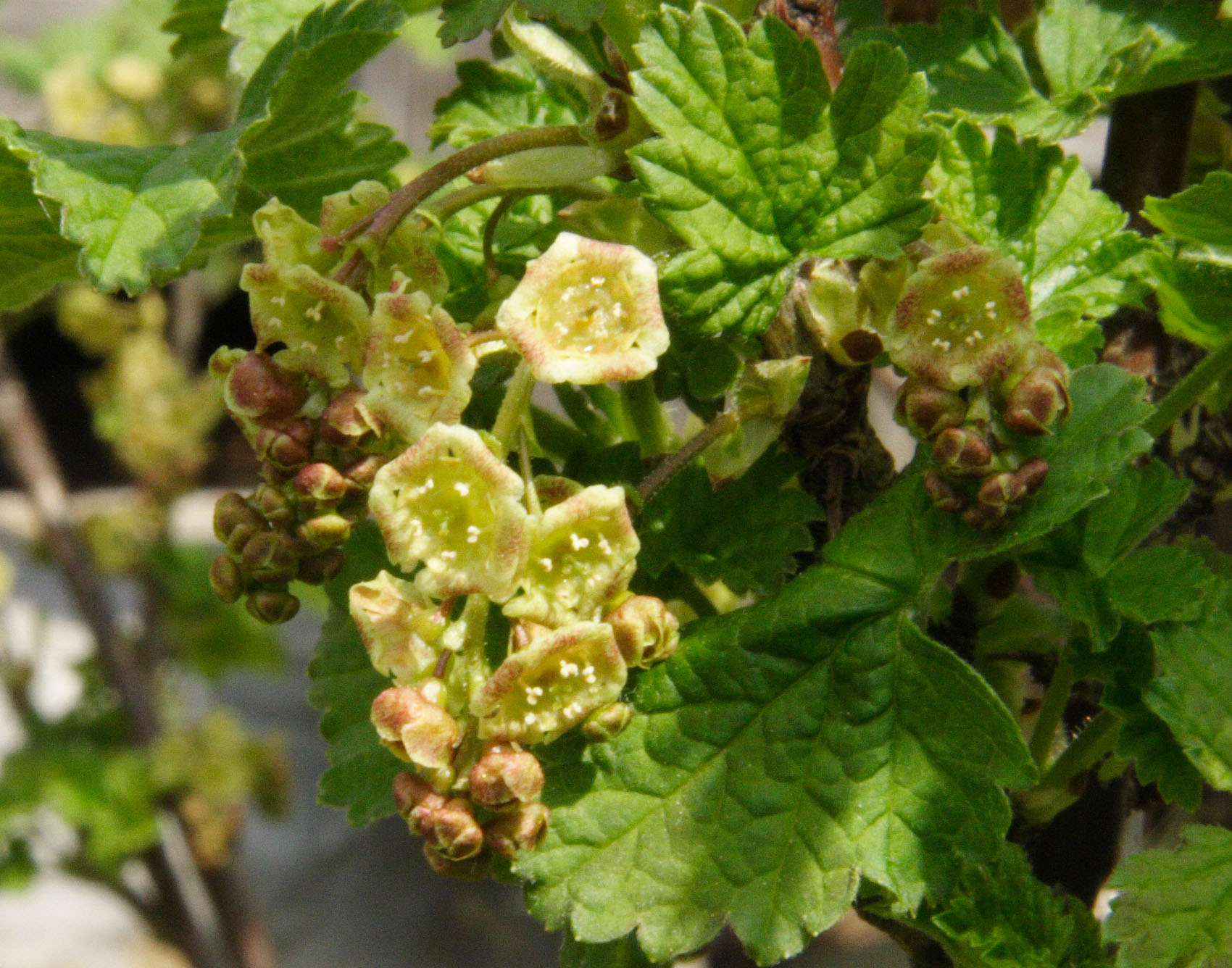
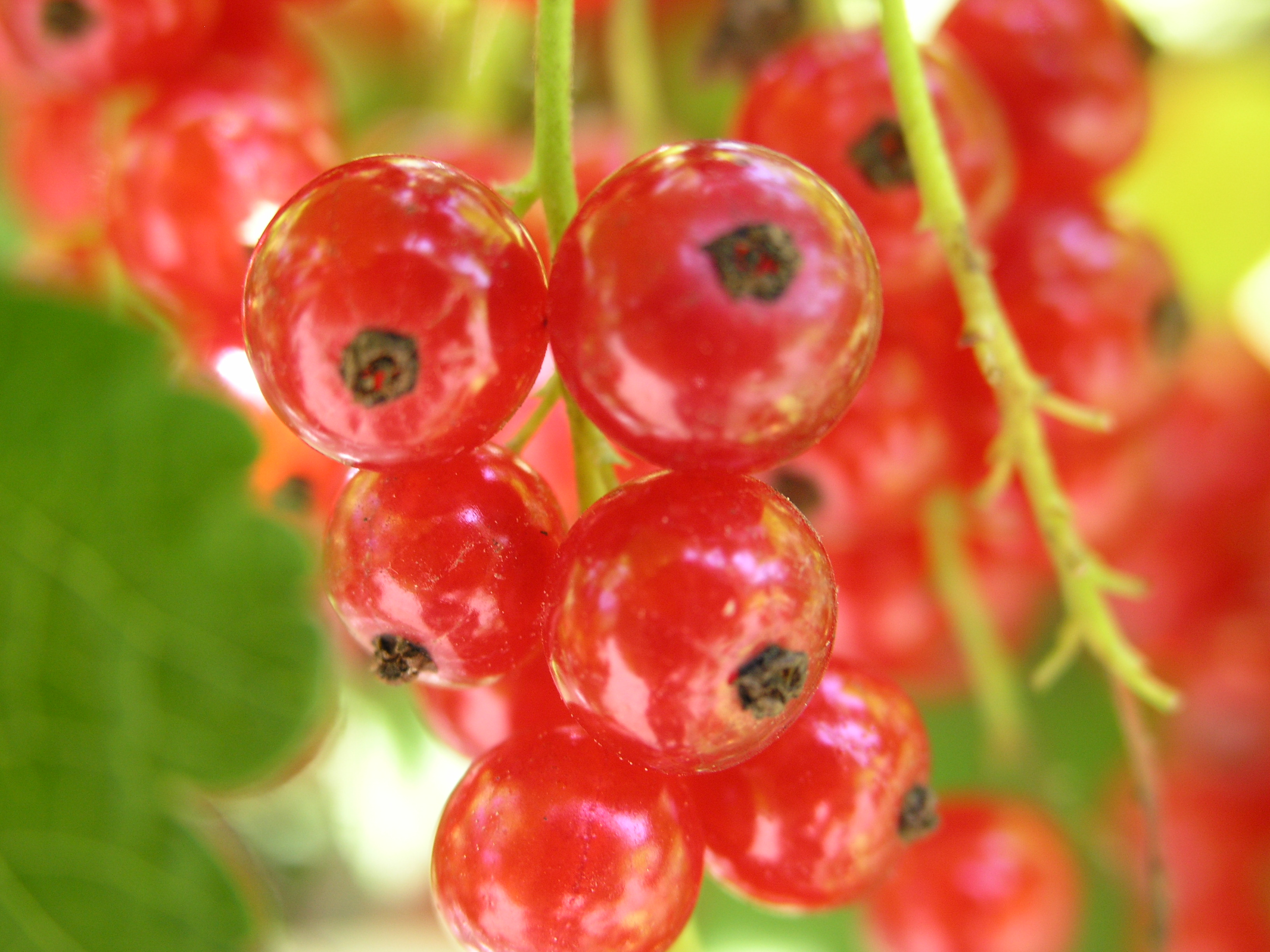
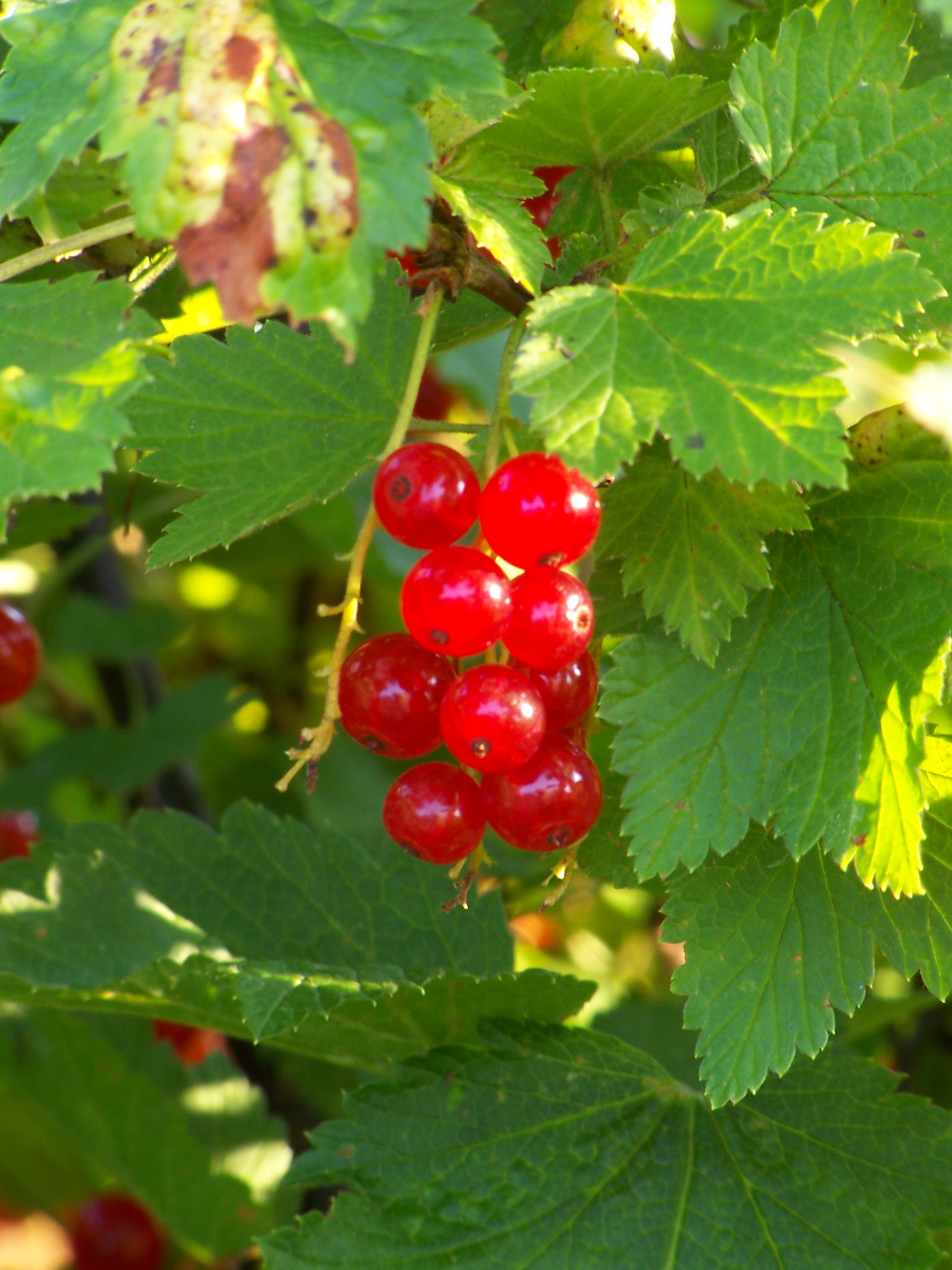
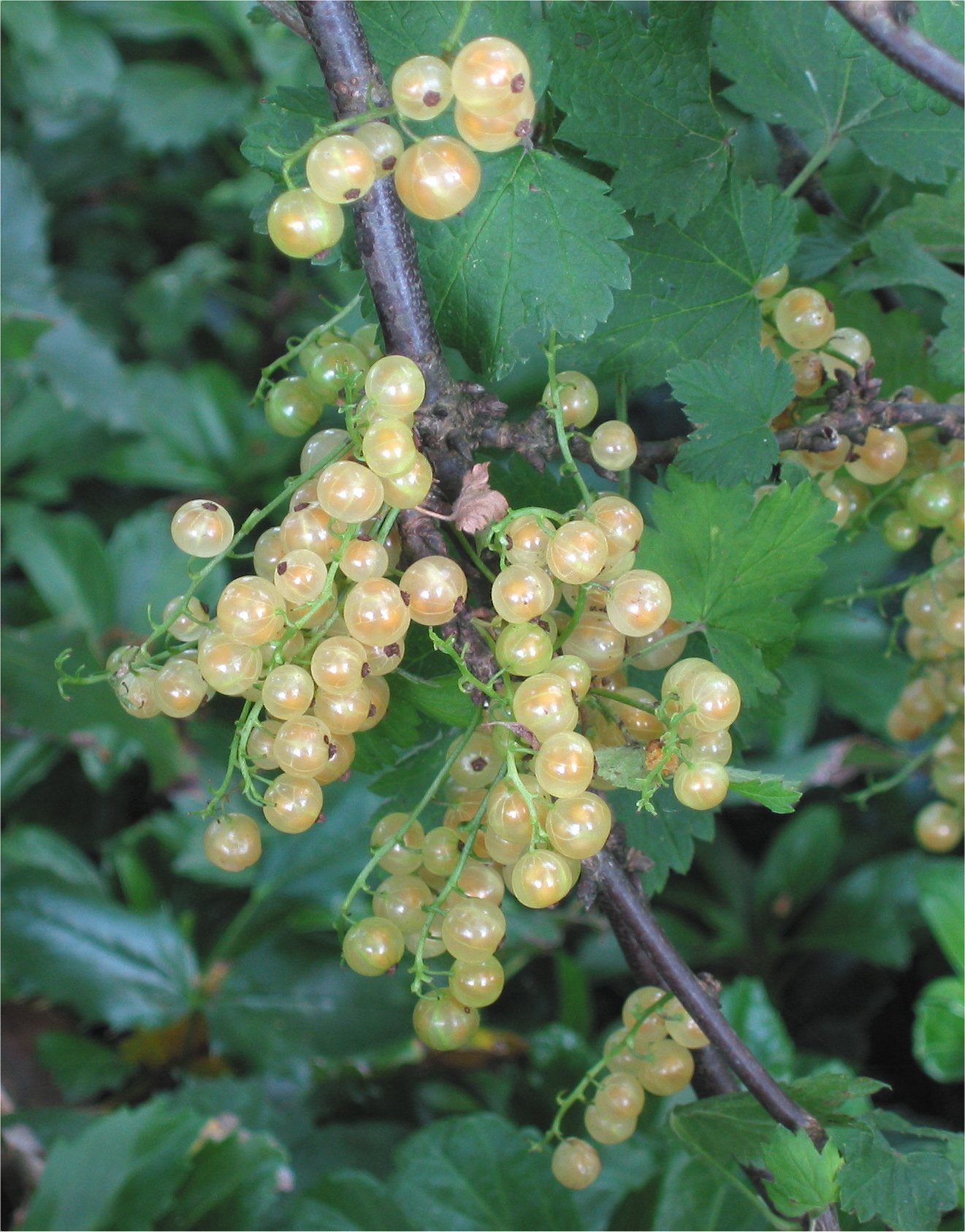
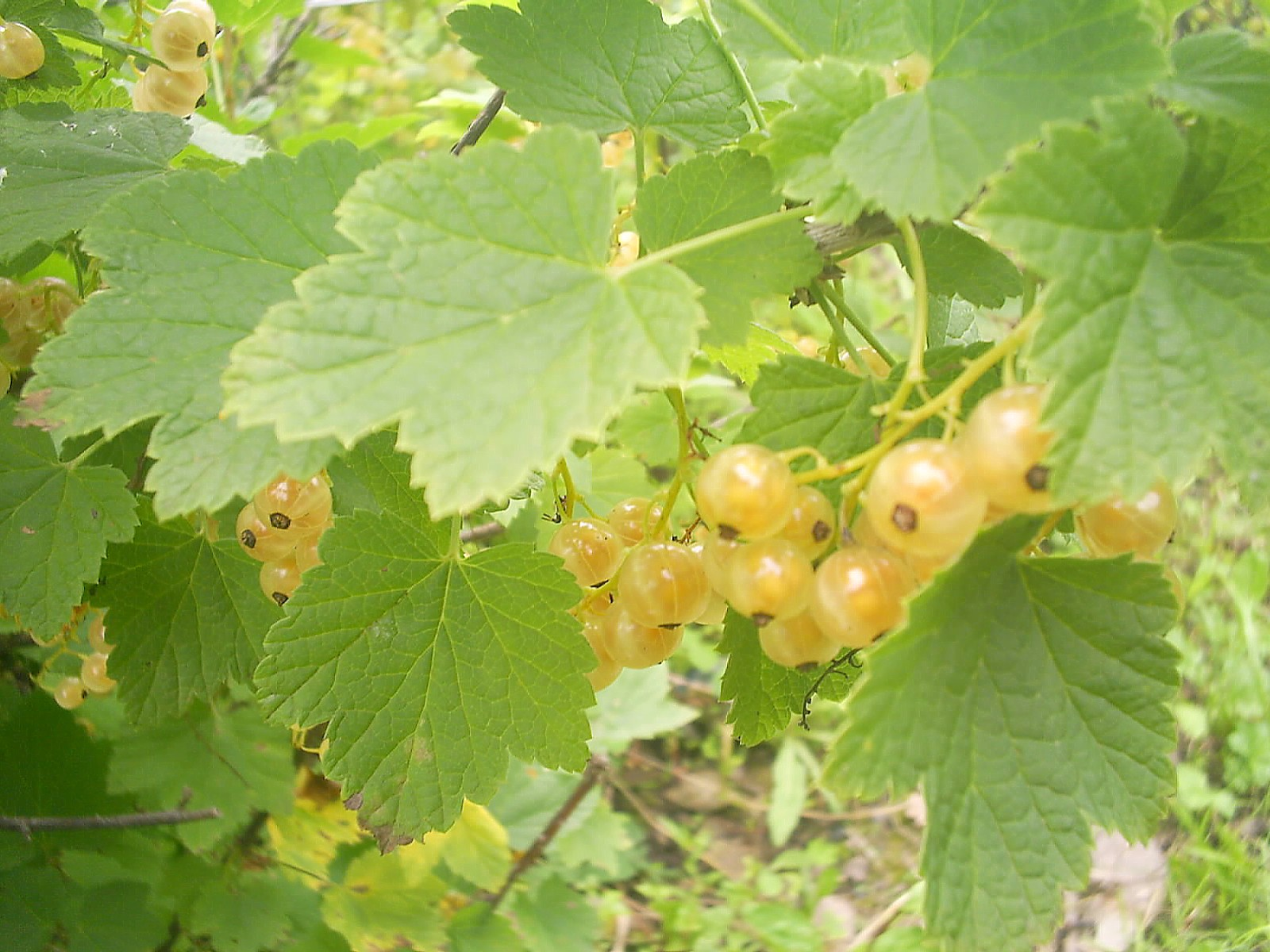
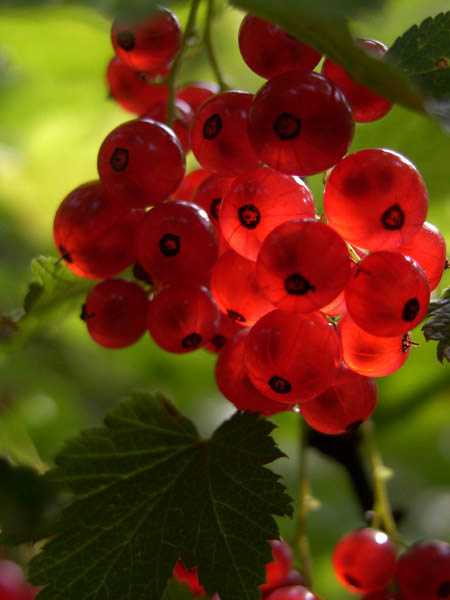
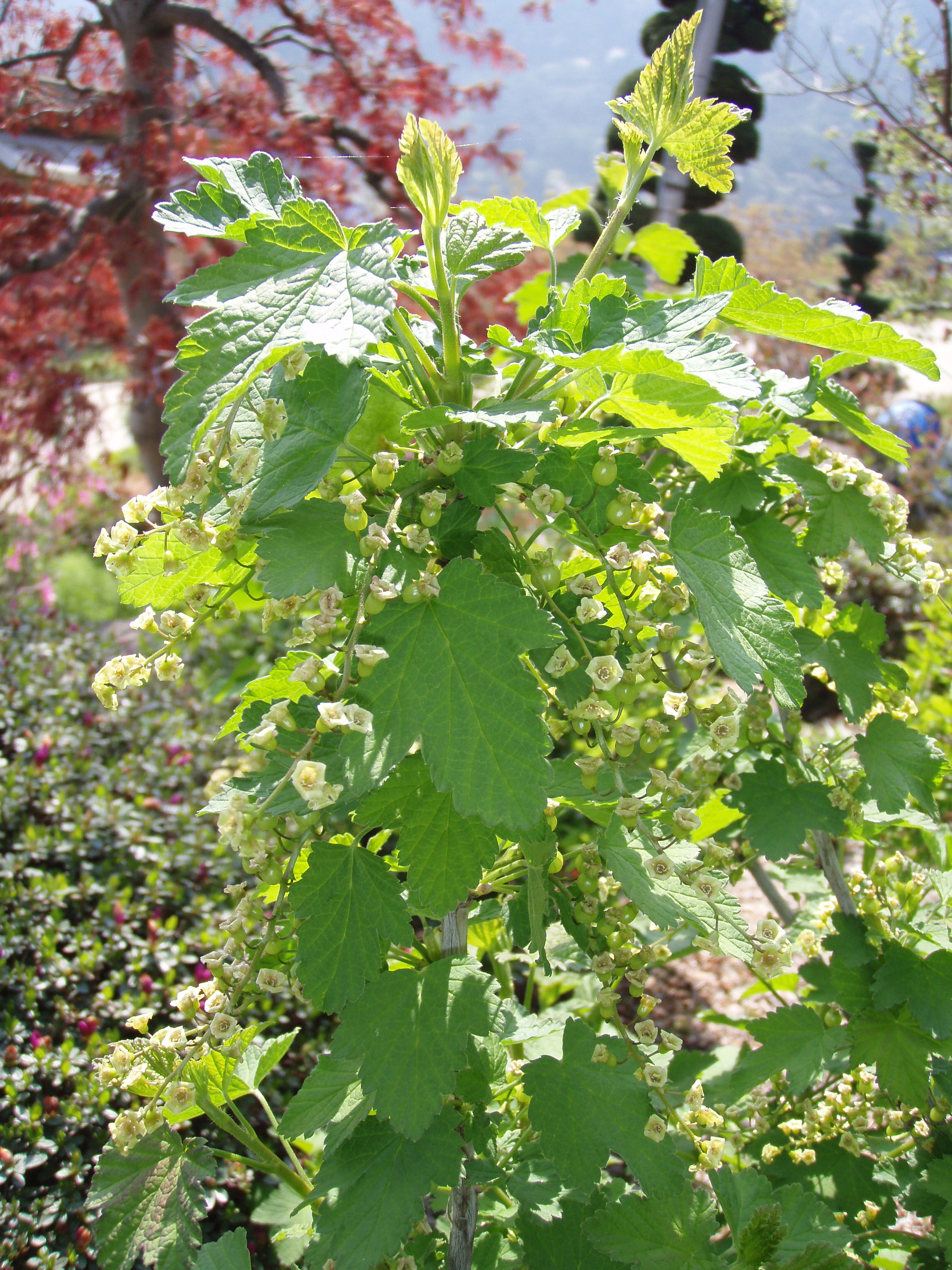
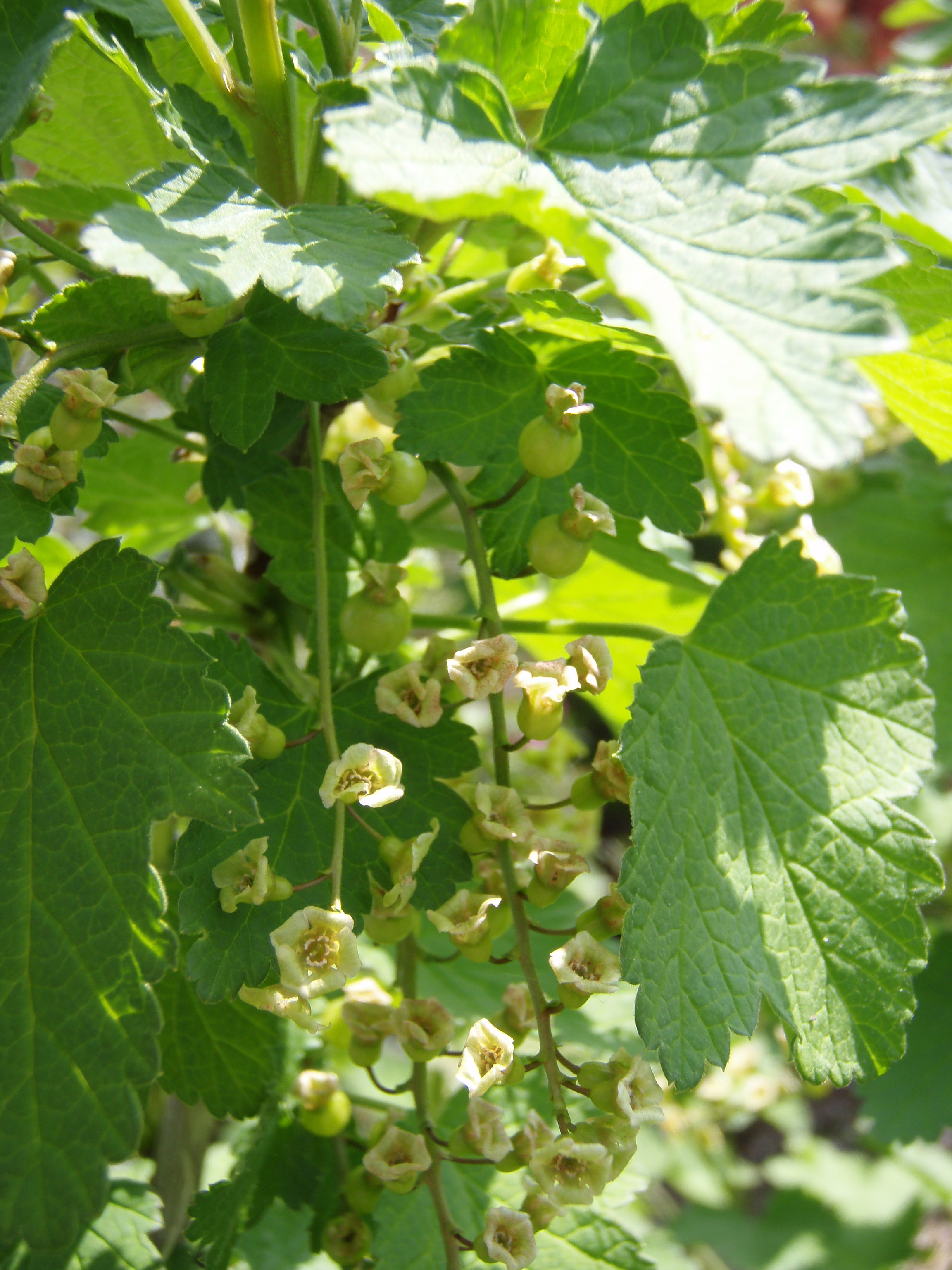

## 利用
- ジャム、ゼリー、果実酒